# Pearls: Songs of Goffin and King
Pearls: Songs of Goffin and King è un album in studio della cantautrice statunitense Carole King, pubblicato nel 1980.

## Tracce
Tutte le tracce sono state scritte da Gerry Goffin e Carole King.

Side 1
1. Dancin' with Tears in My Eyes – 3:28
2. The Loco-Motion – 2:30
3. One Fine Day – 2:30
4. Hey Girl – 3:41
5. Snow Queen – 4:26

Side 2
1. Chains – 2:55
2. Oh No, Not My Baby – 3:01
3. Hi-De-Ho (That Old Sweet Roll) – 3:36
4. Wasn't Born to Follow – 3:15
5. Goin' Back – 3:45